# 马克·平格
马克·平格（德語：Mark Pinger，1970年6月26日—），德国男子游泳运动员，主攻自由泳。他曾代表德国参加1992年和1996年夏季奥林匹克运动会游泳比赛，获得二枚铜牌。